# Manuel Fernández Ginés
Manuel Fernández Ginés (nascido em 25 de fevereiro de 1971) é um ex-ciclista espanhol. Correu profissionalmente de 1993 a 2000, e venceu a edição de 1996 do Campeonato da Espanha de Ciclismo em Estrada. Participou na prova de estrada individual nos Jogos Olímpicos de Atlanta 1996.